# ベナンの世界遺産
ベナンの世界遺産 （ベナンのせかいいさん）はユネスコの世界遺産に登録されているベナン国内の文化・自然遺産。
※この項目はウィキプロジェクト 世界遺産に準じて作成されています

## 文化遺産
- アボメイの王宮群 - (1985年)
- バタマリバ人の土地クタマク - （2004年、2023年拡大）

## 自然遺産
- W・アルリ・パンジャリ自然公園群 - （1996年、2017年拡大）

## 複合遺産
なし